# 하세정
하세정(初瀬町)은 나라현 북서부,시키군에 속해있던 정이다. 현재의 사쿠라이시에 해당한다.

## 역사
- 1889년 4월 1일 - 정촌제 시행에 의해 시키조군 하세촌이 성립하였다.
- 1892년 3월 10일 - 정으로 승격해 하세정이 되었다.
- 1897년 4월 1일 - 시키군으로 소속이 변경되었다.
- 1959년 2월 23일 - 사쿠라이시에 편입해, 동일 하세정은 폐지되었다.

## 교통

### 철도
- 긴키 닛폰 철도
  - 긴테쓰 오사카선

### 도로
- 국도 제165호선